# Östra Ömlingen
Östra Ömlingen är en sjö i Hagfors kommun i Värmland och ingår i Göta älvs huvudavrinningsområde. Sjön är 1,8 meter djup, har en yta på 0,174 kvadratkilometer och befinner sig 159,5 meter över havet. Sjön avvattnas av vattendraget Badaälven (Östra Jolen).

## Delavrinningsområde
Östra Ömlingen ingår i det delavrinningsområde (667458-135472) som SMHI kallar för Ovan Jangsälven. Medelhöjden är 214 meter över havet och ytan är 17,47 kvadratkilometer. Räknas de 4 avrinningsområdena uppströms in blir den ackumulerade arean 67,57 kvadratkilometer. Badaälven (Östra Jolen) som avvattnar avrinningsområdet har biflödesordning 3, vilket innebär att vattnet flödar genom totalt 3 vattendrag innan det når havet efter 374 kilometer. Avrinningsområdet består mestadels av skog (85 procent). Avrinningsområdet har 0,26 kvadratkilometer vattenytor vilket ger det en sjöprocent på 1,5 procent.